# Río Ocacucho
El río Ocacucho es un curso natural de agua que nace cerca del cerro Quimsachata, en la Región de Tarapacá. Recorre 26 km hasta su confluencia con el río Sacaya que da origen al río Cancosa.

## Trayecto
El río Ocacucho nace de la unión de cuatro vertientes que bajan por el faldeo oriental del cordón de los cerros Quimsachata, recibiendo también en su nacimiento aportes del faldeo occidental del cerro Sillajguay (5995 m). Este río posee una hoya hidrográfica de 164 km².. Tras recorrer 26 km en dirección noroeste-sudeste se une al río Sacaya.: 114 

## Caudal y régimen
Este río posee  un caudal de 100 l/s de aguas de buena calidad, medidas en Cueva Colorada, su cauce superior.: 115 

## Historia
Luis Risopatrón lo describe sucintamente en su Diccionario jeográfico de Chile publicado en 1924:
Ocacucho (Rio de). Es formado por 4 vertientes que se unen, de unos 200 litros de agua por segundo (noviembre de 1918) en total i se junta con el rio de Sacaya para formar el de Cancosa.